# نورويتش (كونيتيكت)
نورويتش (بالإنجليزية: Norwich, Connecticut)‏ هي مدينة تقع في Norwich-New London بولاية كونيتيكت في الولايات المتحدة. تأسست عام 1659، تبلغ مساحتها 76.4 (كم²)، وترتفع عن سطح البحر 17 م، بلغ عدد سكانها 40502 نسمة في عام 2012 حسب إحصاء مكتب تعداد الولايات المتحدة وتصل الكثافة السكانية فيها 499 نسمة/كم2.

## التركيبة السكانية
حدّد مكتب تعداد الولايات المتحدة بيانات التركيبة السكانية لنورويتش في تعداد الولايات المتحدة. في ما يلي، التركيبة السكانية حسب تعدادي 2000 و2010.

### تعداد عام 2000
بلغ عدد سكان نورويتش 36,117 نسمة بحسب تعداد عام 2000، وبلغ عدد الأسر 15,091 أسرة وعدد العائلات 9,074 عائلة مقيمة في المدينة. في حين سجلت الكثافة السكانية 474.2 نسمة لكل كيلومتر مربع (1,228.2/ميل2). وبلغ عدد الوحدات السكنية 16,600 وحدة بمتوسط كثافة قدره 218 لكل كيلومتر مربع (564.6/ميل2).
وتوزع التركيب العرقي للمدينة بنسبة 83.14% من البيض و6.84% من الأمريكيين الأفارقة و1.21% من الأمريكيين الأصليين و2.10% من الأمريكيين ذوي الأصول الآسيوية و0.03% من سكان جزر المحيط الهادئ و2.76% من الأعراق الأخرى و3.92% من عرقين مختلطين أو أكثر و6.11% من الهسبانيون أو اللاتينيون من أي عرق.
بلغ عدد الأسر 15,091 أسرة كانت نسبة 31.6% منها لديها أطفال تحت سن الثامنة عشر تعيش معهم، وبلغت نسبة الأزواج القاطنين مع بعضهم البعض 40.7% من أصل المجموع الكلي للأسر، ونسبة 15% من الأسر كان لديها معيلات من الإناث دون وجود شريك،  بينما كانت نسبة 4.4% من الأسر لديها معيلون من الذكور دون وجود شريكة وكانت نسبة 39.9% من غير العائلات. تألفت نسبة 32% من أصل جميع الأسر من عدة أفراد يعيشون في نفس المنزل ونسبة 12.5% كانت تتألف من شخص يعيش بمفرده يبلغ من العمر 65 عاماً أو أكثر. وبلغ متوسط حجم الأسرة المعيشية 2.34، أما متوسط حجم العائلات فبلغ 2.96.
بلغ العمر الوسطي للسكان 36.9 عاماً. وكانت نسبة 23.9% من القاطنين تحت سن الثامنة عشر، وكانت نسبة 8.8% بين الثامنة عشر والرابعة والعشرين عاماً، ونسبة 29.9% كانت واقعةً في الفئة العمرية ما بين الخامسة والعشرين والرابعة والأربعين عاماً، ونسبة 21.2% كانت ما بين الخامسة والأربعين والرابعة والستين، ونسبة 14.1% كانت ضمن فئة الخامسة والستين عاماً فما فوق. يوجد لكل 100 أنثى 91.2 ذكر، ويوجد لكل 100 أنثى في الثامنة عشر من عمرها فما فوق 88.2 ذكر.
بلغ متوسط دخل الأسرة في المدينة 39,181 دولارًا، أما متوسط دخل العائلة فبلغ 49,155 دولارًا. وكان متوسط دخل الذكور 34,880 دولارًا مقابل 26,880 دولارًا للإناث. وسجل دخل الفرد الخاص بالمدينة 20,742 دولارًا. وكانت نسبة 8.3% من العائلات ونسبة 11.5% من السكان تحت خط الفقر، وكان من هؤلاء نسبة 14.8% تحت سن الثامنة عشر ونسبة 11.8% في الخامسة والستين من العمر وما فوق.

### تعداد عام 2010
بلغ عدد سكان نورويتش 40,493 نسمة بحسب تعداد عام 2010، وبلغ عدد الأسر 16,599 أسرة وعدد العائلات 9,884 عائلة مقيمة في المدينة. في حين سجلت الكثافة السكانية 531.7 نسمة لكل كيلومتر مربع (1,377.1/ميل2). وبلغ عدد الوحدات السكنية 18,659 وحدة بمتوسط كثافة قدره 245 لكل كيلومتر مربع (634.5/ميل2).
وتوزع التركيب العرقي للمدينة بنسبة 69.53% من البيض و10.42% من الأمريكيين الأفارقة و1.18% من الأمريكيين الأصليين و7.69% من الأمريكيين ذوي الأصول الآسيوية و0.13% من سكان جزر المحيط الهادئ و5.81% من الأعراق الأخرى و5.25% من عرقين مختلطين أو أكثر و12.55% من الهسبانيون أو اللاتينيون من أي عرق.
بلغ عدد الأسر 16,599 أسرة كانت نسبة 30.7% منها لديها أطفال تحت سن الثامنة عشر تعيش معهم، وبلغت نسبة الأزواج القاطنين مع بعضهم البعض 36.6% من أصل المجموع الكلي للأسر، ونسبة 17.2% من الأسر كان لديها معيلات من الإناث دون وجود شريك،  بينما كانت نسبة 5.8% من الأسر لديها معيلون من الذكور دون وجود شريكة وكانت نسبة 40.5% من غير العائلات. تألفت نسبة 31.3% من أصل جميع الأسر من عدة أفراد يعيشون في نفس المنزل ونسبة 11.4% كانت تتألف من شخص يعيش بمفرده يبلغ من العمر 65 عاماً أو أكثر. وبلغ متوسط حجم الأسرة المعيشية 2.41، أما متوسط حجم العائلات فبلغ 3.02.
بلغ العمر الوسطي للسكان 38.0 عاماً. وكانت نسبة 22.5% من القاطنين تحت سن الثامنة عشر، وكانت نسبة 9.3% بين الثامنة عشر والرابعة والعشرين عاماً، ونسبة 27.7% كانت واقعةً في الفئة العمرية ما بين الخامسة والعشرين والرابعة والأربعين عاماً، ونسبة 27.4% كانت ما بين الخامسة والأربعين والرابعة والستين، ونسبة 13.1% كانت ضمن فئة الخامسة والستين عاماً فما فوق. وتوزع التركيب الجنسي للسكان بنسبة 48.4% ذكور و51.6% إناث.

## أعلام
- بينيديكت أرنولد
- كيد كابلان
- تشارلز إف. دانيلز
- غوردون والر
- آني برولكس
- ألبرت إس. بارد
- ويليام إل. هيغينز
- كريستوفر إنفيل
- ديفيد ديلا روكو
- اريك كامبل

## وصلات خارجية
- http://www.norwichct.org/